# اورانولیت
اورانولیت (به انگلیسی: Uranolite) با فرمول شیمیایی  از مجموعه کانی هاست و دارای رادیواکتیویته شدید است - لومینسانس ضعیف سبز زرد دارد. این نام توسط Websky در سال ۱۸۵۳ میلادی به این کانی داده شده‌است. CaO:6.55 UO2:66.8% SiO2:14.03% H2O:۱۲٫۶۲٪ برای اولین بار در فنلاند کشف شد و از نظر شکل بلور: منشوری - آسیکولار، رنگ: زرد لیموئی -زرد - سبز، شفافیت: شفاف - نیمه شفاف، جلا: شیشه‌ای - مات، رخ: عالی، سیستم تبلور: مونوکلینیک و در رده‌بندی سیلیکات است و منشأ تشکیل آن پگماتیتی- ثانوی است.
همایند کانی‌شناسی (پارانژ) آن - کانی‌های اورانیوم دار است
، از نظر ژیزمان بلوری - اگرگاتهای خاکی - اسفرولیتی - شعاعی فراوان است و بیشتر در آلمان، چک اسلواکی، لهستان، زئیر، کانادا و آمریکا یافت می‌شود.